# Terschellingia communis
Terschellingia communis är en rundmaskart som beskrevs av De Man 1888. Terschellingia communis ingår i släktet Terschellingia och familjen Linhomoeidae. Arten är reproducerande i Sverige. Inga underarter finns listade i Catalogue of Life.